# Криза середнього віку
Криза середнього віку — термін, яким сучасні науковці визначають психологічний стан невпевненості в житті людини, переважно у віці від 30 до 50 років. Вперше описана Еліотом Жаком в 1965 році.

## Визначення
Криза середнього віку — відносно нове визначення у психології, сучасні науковці мають різні пояснення причин і суті цього явища. Частина психологів пояснює цей стан в основному психологічними причинами, в той час як інші стверджують, що він пов'язаний з гормональними змінами у певному віці життя людини. Інші фахівці, натомість, вважають, що такої кризи не існує зовсім, однак симптоми такого психологічного стану у середини життя людини мають інші причини.
У цей час людина оцінює прожите і вже набагато більш тверезо дивиться у майбутнє. З'являється прагнення спокою, стабільності.
Близько 40 — 45 років з'являються ознаки старості: тіло втрачає силу і красу, з'являються зморшки, сиве волосся, хвороби. У цей період деякі шукають порятунку в релігії, інші — в різних філософіях, треті ж, навпаки, стають циніками.
Настає час, під час якого суб'єкт зіштовхується з неможливістю реалізації мотивів, прагнень, цінностей, що завжди супроводжується гострим емоційним станом, який виникає в ситуації зіткнення особистості з перешкодою на шляху задоволення найважливіших життєвих потреб, яка не може бути усуненою відомими їй з минулого досвіду засобами — внутрішнє порушення емоційного балансу, виникаюче під впливом загрози, створюваної зовнішніми обставинами.
Різноманітні зовнішні і внутрішні проблеми корегуються у людини наявністю адаптивних механізмів, які допомагають впоратися з цими труднощами. Але несподіване посилення або взаємообтяження таких впливів зменшує здатність керувати ними і призводить до нестачі звичних захисних засобів.
Людина, що не подолала наслідки кризи, починає деградувати, що може виявлятися у алкоголізмі, наркоманії чи неврозі, психосоматичному захворюванні, іноді стагнації життєвої установки і небажанні зміни. На думку окремих дослідників, корисним у цій ситуації є навчитися сприймати себе як є, нового, з позитивної точки зору.

## Симптоми
Криза середнього віку має як психологічні так і фізіологічні симптоми:
- дратівливість;
- втрата лібідо (статевого потягу);
- статеві розлади (імпотенція);
- втома;
- депресія, поганий настрій і часто незрозуміле почуття смутку і апатії.

Такий психологічний стан може супроводжуватися також і певними фізіологічними змінами:
- скутість у м'язах і суглобах;
- нічні поти;
- суха шкіра;
- випадання волосся;
- збільшення ваги;
- довше, ніж звичайно видужання від травм та хвороб.